# Gouvix
Gouvix est une commune française, située dans le département du Calvados en région Normandie, peuplée de 828 habitants.

## Géographie
Gouvix se trouve sur la route nationale 158 (Caen-Falaise), le village est à une quinzaine de kilomètres au sud-sud-est de la capitale bas-normande.
Les villages avoisinants sont Cintheaux, Bretteville-sur-Laize, Barbery, Urville, Cauvicourt.
La commune occupe une superficie de 518 hectares inférieure à la moyenne départementale (787 ha). Elle est composée d'un bourg historique au centre du territoire et d'une cité minière, construite dans les années 1930, sur la hauteur moins d'un kilomètre à l'est. Le hameau dit Les Cités est limitrophe du territoire d'Urville, ce dernier engerbant l'enclave constitué par les cités de l'ancien cantonnement minier d'Urville, qui a accueilli l'école primaire communale des Cités de 1938 à 1957.
Le hameau du Haut-Mesnil occupe une position particulière car, sis à la limite orientale de Gouvix, mais à l'ouest de la nationale n° 158, il appartient à la commune de  Cauvicourt. La rue de la Bruyère, longue d'environ 250 mètres, fait office de limite entre Gouvix et Cauvicourt.
Gouvix possède une forêt assez étendue (200 ha), encore appelée Bois de l'Obélisque, voisine d'Urville, du Mesnil-Touffray (hameau de Barbery), de Barbery, et de Bretteville-sur-Laize. Bordée par la Laize, vallonnée, elle constitue un lieu de détente et de tourisme apprécié, pour y randonner, (re)découvrir le  passé minier du site (pancartage), observer la faune et flore locales ou encore interpeller la légendaire Pierre Tourneresse.

### Hydrographie
La commune est située dans le bassin Seine-Normandie. Elle est drainée par la Laize, le ruisseau de Corneville et divers autres petits cours d'eau,.
La Laize, d'une longueur de 32 km, prend sa source dans la commune de Martigny-sur-l'Ante et se jette  dans l'Orne à Laize-Clinchamps, après avoir traversé 15 communes. Les caractéristiques hydrologiques de la Laize sont données par la station hydrologique située sur la commune de Fresney-le-Puceux. Le débit moyen mensuel est de 1,05 m3/s. Le débit moyen journalier maximum est de 10,5 m3/s, atteint lors de la crue du 18 janvier 2024. Le débit instantané maximal est quant à lui de 21,7 m3/s, atteint le 4 janvier 2018.

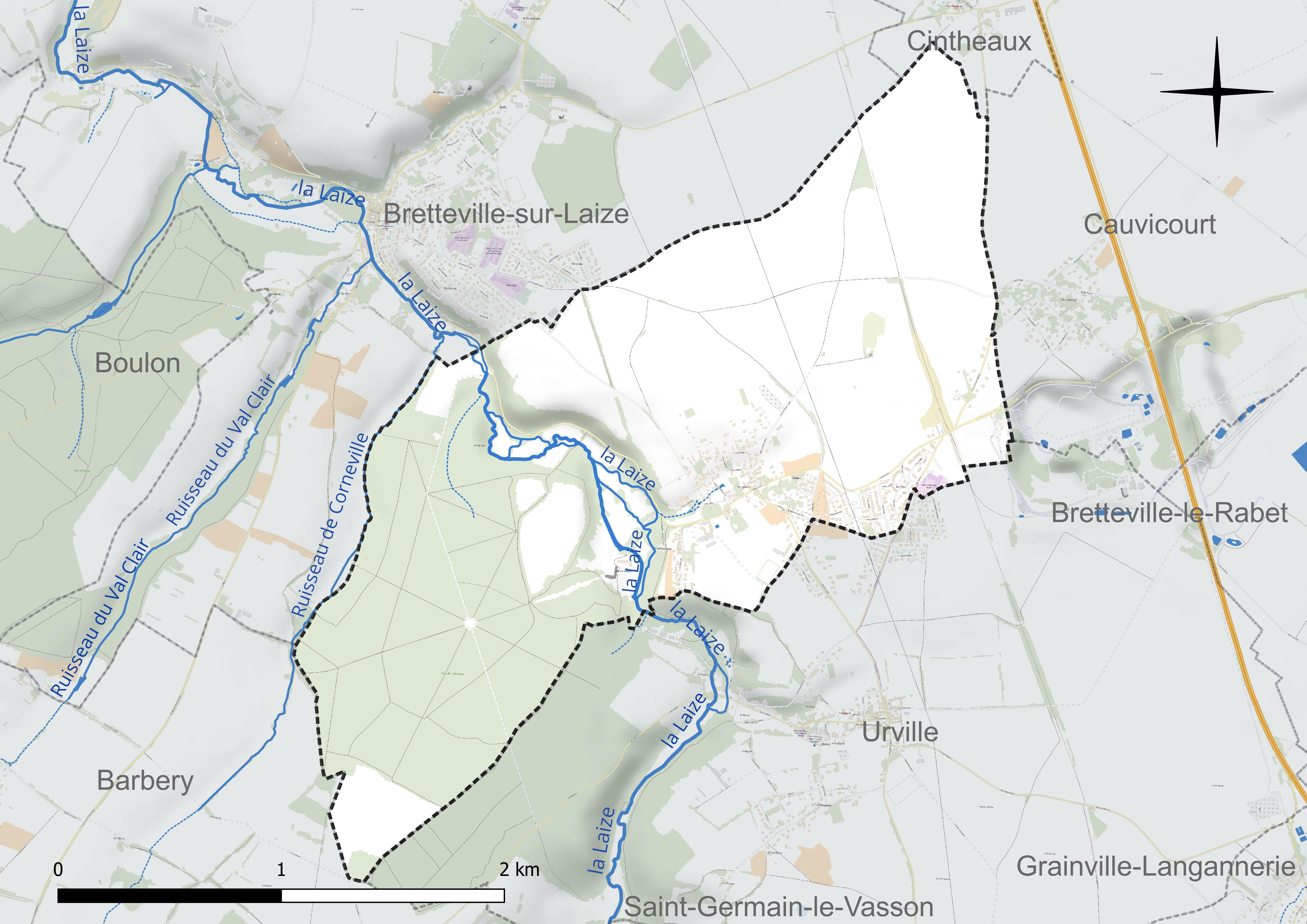
Réseau hydrographique de Gouvix.

### Climat
Pour des articles plus généraux, voir Climat de la Normandie et Climat du Calvados.
En 2010, le climat de la commune est de type climat océanique altéré, selon une étude du CNRS s'appuyant sur une série de données couvrant la période 1971-2000. En 2020, Météo-France publie une typologie des climats de la France métropolitaine dans laquelle la commune est exposée à un climat océanique et est dans la région climatique  Normandie (Cotentin, Orne), caractérisée par une pluviométrie relativement élevée (850 mm/a) et un été frais (15,5 °C) et venté. Parallèlement le GIEC normand, un groupe régional d'experts sur le climat, différencie quant à lui, dans une étude de 2020, trois grands types de climats pour la région Normandie, nuancés à une échelle plus fine par les facteurs géographiques locaux. La commune est, selon ce zonage, exposée à un « climat des plateaux abrités », correspondant à la plaine agricole de Caen à Falaise, sous le vent des collines de Normandie et proche de la mer, se caractérisant par une pluviométrie et des contraintes thermiques modérées.
Pour la période 1971-2000, la température annuelle moyenne est de 10,4 °C, avec  une amplitude thermique annuelle de 12,4 °C. Le cumul annuel moyen de précipitations est de 763 mm, avec 12,1 jours de précipitations en janvier et 7,9 jours en juillet. Pour la période 1991-2020, la température moyenne annuelle observée sur la station météorologique la plus proche, située sur la commune de Fresney-le-Vieux à 7 km à vol d'oiseau, est de 10,8 °C et le cumul annuel moyen de précipitations est de 826,3 mm,. Pour l'avenir, les paramètres climatiques de la commune estimés pour 2050 selon différents scénarios d'émission de gaz à effet de serre sont consultables sur un site dédié publié par Météo-France en novembre 2022.

## Urbanisme

### Typologie
Au 1er janvier 2024, Gouvix est catégorisée bourg rural, selon la nouvelle grille communale de densité à 7 niveaux définie par l'Insee en 2022.
Elle est située hors unité urbaine. Par ailleurs la commune fait partie de l'aire d'attraction de Caen, dont elle est une commune de la couronne,. Cette aire, qui regroupe 296 communes, est catégorisée dans les aires de 200 000 à moins de 700 000 habitants,.

### Occupation des sols
L'occupation des sols de la commune, telle qu'elle ressort de la base de données européenne d'occupation biophysique des sols Corine Land Cover (CLC), est marquée par l'importance des territoires agricoles (58,2 % en 2018), en diminution par rapport à 1990 (59,9 %). La répartition détaillée en 2018 est la suivante : 
terres arables (45,3 %), forêts (30,9 %), prairies (12,7 %), zones urbanisées (10,4 %), mines, décharges et chantiers (0,5 %), zones agricoles hétérogènes (0,2 %). L'évolution de l'occupation des sols de la commune et de ses infrastructures peut être observée sur les différentes représentations cartographiques du territoire : la carte de Cassini (XVIIIe siècle), la carte d'état-major (1820-1866) et les cartes ou photos aériennes de l'IGN pour la période actuelle (1950 à aujourd'hui).

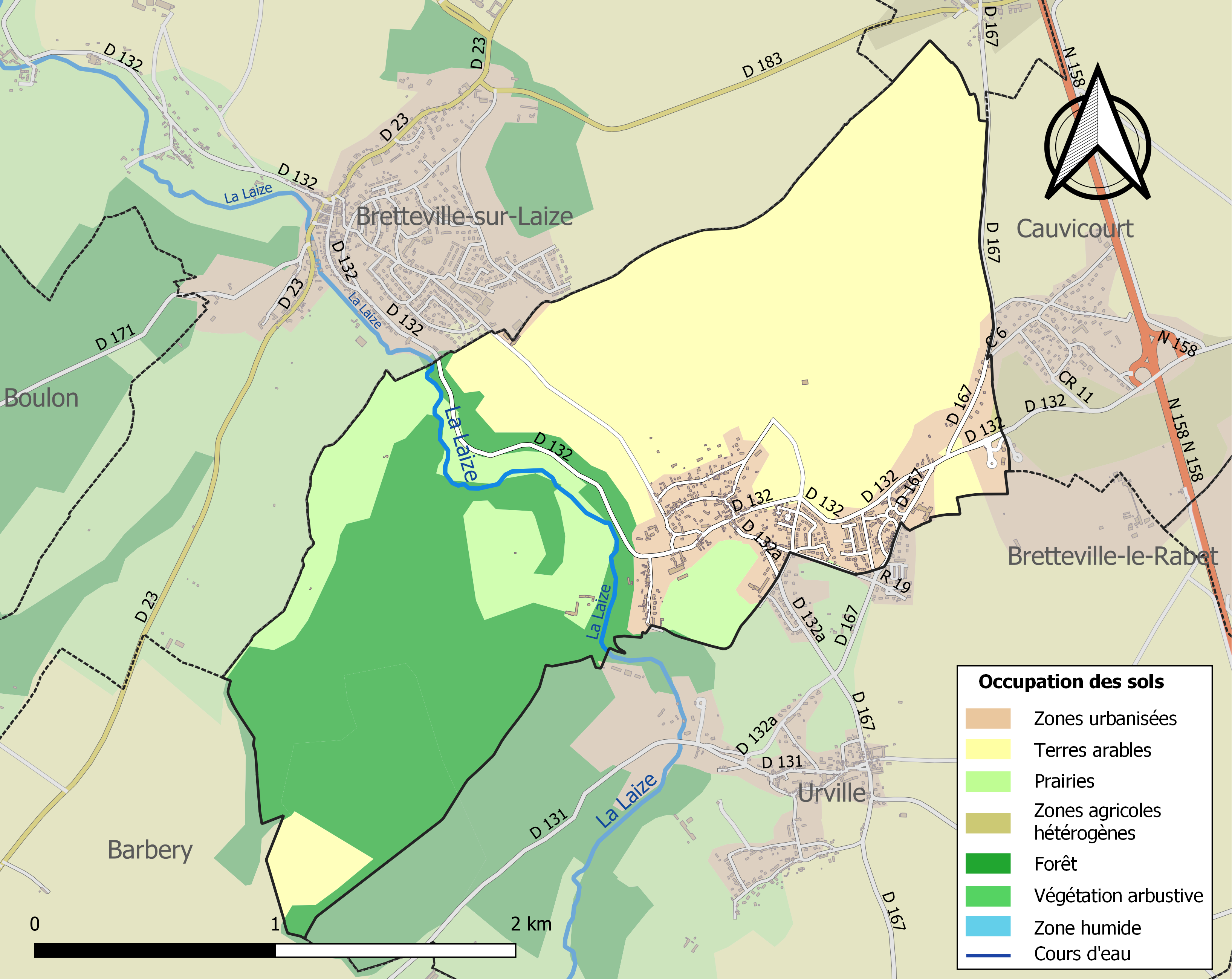
Carte des infrastructures et de l'occupation des sols de la commune en 2018 (CLC).

## Toponymie
Le nom de la localité est attesté sous les formes Goir en 1082, Goviz en 1155.
Ce toponyme dérive de la variante *cubiles « couche, lit, chambre (à coucher), demeure, tanière, cavité », au masculin pluriel, du bas-latin cubeles, « lit, habitation ».
Les termes de Gouviz, parfois Gouvy mais plus souvent Gouvis circulent dès le XIe siècle ; puis Gouvix plus couramment ensuite.

## Héraldique
Il n'existe pas officiellement d'armoirie pour la commune de Gouvix.
On retrouve cependant la trace d'une armoirie de la famille de Gouvis en Normandie, branche cadette de la famille Marmion. Son écu est dit « de vair plein ». Il s'agit d'un écu rempli d'un seul émail (plein) incluant une fourrure (vair) formée de petites pièces semblables à des clochettes, posées alternativement en tires, couverts les uns d'argent (richesse), les autres d'azur (loyauté).
Un blason similaire gravé, en hommage à l'ancien seigneur Robert de Gouvix, se trouve dans l'église Notre-Dame. Il pourrait également être perceptible dans l'enclos privé de l'ancien cimetière paroissial dit encore "mausolée des Seigneurs d'Outrelaise".
Toutefois, cette armoirie ne semble pas avoir été communément reconnue ou formellement identifiée dans l'armorial des communes du Calvados, le blason étant de fait associé à la commune de Banville.

## Histoire

### Temps modernes
En 1542, Gouvix est une paroisse, placée sous l'autorité de l'intendant du pays d'élection de Caen, elle-même inscrite dans la généralité de Caen, circonscription administrative de Normandie créée et dirigée par un intendant général nommé par le roi.
En 1609, Gouvix a pour seigneur Adrien du Houlley, également seigneur de Courtonne, de la Roque, d'Argences, des Essarts, de Firfol et de la Grandière.
En 1636, Gouvix est rattachée au pays d'élection et baillage de Falaise, un des plus importants de Normandie (environ 250 paroisses), détaché de Caen et inclus dans la nouvelle généralité d'Alençon.
En 1735 et a priori jusqu'en 1790, la paroisse de Gouvix dépend de la sergenterie de Bretteville-sur-Laize, incluse dans l'élection et la généralité de Caen.
En 1790 : création d'une entité communale sur la structure paroissiale initiale, élection d'un conseil municipal et d'un maire pour deux ans au suffrage censitaire. Jacques Fontaine (1732-1798), propriétaire terrien, premier édile portant l'écharpe tricolore.[réf. nécessaire]

### La mine de fer
La commune de Gouvix a un passé minier.
Un four à griller y est situé. L'entrée de la mine et les bureaux se trouvent à Urville.
- 1896 : concession à monsieur de Saint-Aldegonde et associés ; exploitation intermittente car le minerai est trop siliceux.
- 1914 : une galerie.
- 1917 : création de la SA des mines de fer de Gouvix.
- 1917 : société de Saint-Firminy.
- 1929 : cinq plans aménagés, câble de 1 560 m débitant 150 tonnes à l'heure, trois fours à griller, accumulateurs, voie ferrée reliant Gouvix à Soumont.
- 1968 : cessation d'activité.
- 2015 : destruction par dynamitage des fours à griller pour raisons de sécurité[28].

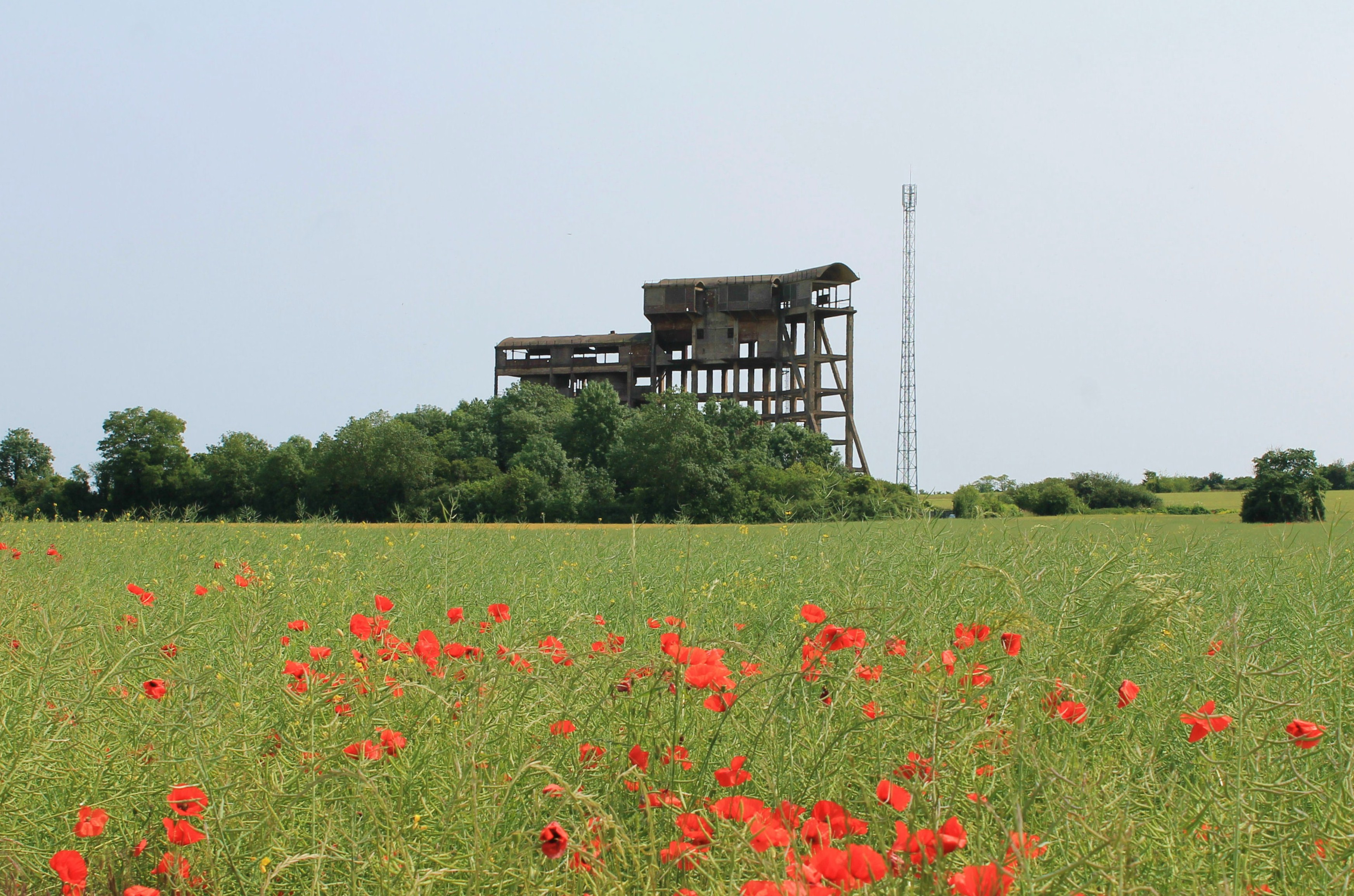
Ancien four à griller.
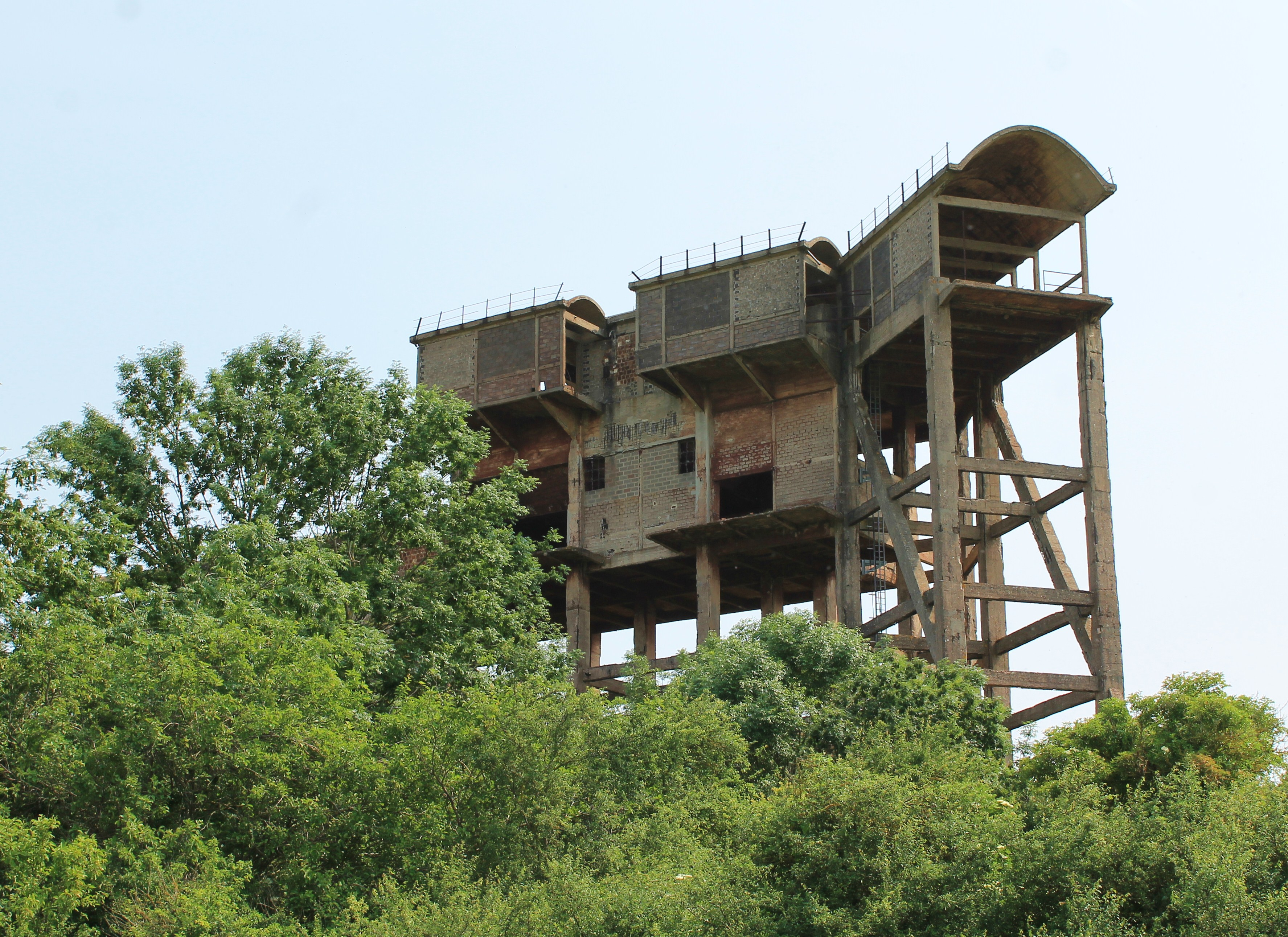
La carcasse du four abandonné.

### Seconde Guerre mondiale - occupation et libération de Gouvix
Fin 1940, Gouvix est occupée par les Allemands d'un détachement de la 21e Panzerdivision ; le village n'est pas bombardé mais assiégé par la 1re division blindée polonaise. Il est libéré à la mi-août.
À la mi-août, la 1re division blindée polonaise ainsi que des éléments d'infanteries polonais et des détachement d'unités canadiennes prennent le hameau de Cité. Les Allemands retranchés dans la kommandantur installée au château d'Outrelaize, font barrage pour la progression sur les communes d'Urville et de Barbery. Quelques jours s'écoulent, après les bombardements qui ont détruit le hameau du Haut-Mesnil, Cintheaux et Saint-Germain-le-Vasson. Les Polonais lancent une offensive et prennent le bourg de Gouvix. Peu de temps après, ils lancent un assaut contre le château et ne rencontrent presque aucune résistance : les Allemands ont fui dans les heures précédentes, voyant qu'ils allaient être dépassés. Ils continueront les combats deux kilomètres plus loin à Urville. Les Polonais peuvent être satisfaits, ils ont enfin ouvert un passage dans le mur défensif de la forêt de Cinglais, préparant ainsi ce qui sera la bataille de la poche de Falaise...

## Politique et administration
| Période                                  | Période   | Identité          | Étiquette | Qualité                                                                                          |
| ---------------------------------------- | --------- | ----------------- | --------- | ------------------------------------------------------------------------------------------------ |
| 1947                                     | 1970      | Maurice Fouilloux |           | Ouvrier métallurgiste                                                                            |
| 1977                                     | juin 1995 | Jean-Claude Marie | PCF       | Instituteur                                                                                      |
| juin 1995                                | En cours  | Jacky Lehugeur    | PS        | Chef d'établissement scolaire, ancien conseiller général, président de la communauté de communes |
| Les données manquantes sont à compléter. |           |                   |           |                                                                                                  |

## Démographie
L'évolution du nombre d'habitants est connue à travers les recensements de la population effectués dans la commune depuis 1793. Pour les communes de moins de 10 000 habitants, une enquête de recensement portant sur toute la population est réalisée tous les cinq ans, les populations de référence des années intermédiaires étant quant à elles estimées par interpolation ou extrapolation. Pour la commune, le premier recensement exhaustif entrant dans le cadre du nouveau dispositif a été réalisé en 2007.
En 2022, la commune comptait 828 habitants, en évolution de +0,12 % par rapport à 2016 (Calvados : +1,58 %, France hors Mayotte : +2,11 %).
| 1793 | 1800 | 1806 | 1821 | 1831 | 1836 | 1841 | 1846 | 1851 |
| ---- | ---- | ---- | ---- | ---- | ---- | ---- | ---- | ---- |
| 472  | 487  | 473  | 420  | 495  | 490  | 446  | 463  | 480  |

| 1856 | 1861 | 1866 | 1872 | 1876 | 1881 | 1886 | 1891 | 1896 |
| ---- | ---- | ---- | ---- | ---- | ---- | ---- | ---- | ---- |
| 452  | 456  | 439  | 388  | 375  | 349  | 345  | 326  | 314  |

| 1901 | 1906 | 1911 | 1921 | 1926 | 1931 | 1936 | 1946 | 1954 |
| ---- | ---- | ---- | ---- | ---- | ---- | ---- | ---- | ---- |
| 305  | 281  | 212  | 326  | 548  | 509  | 512  | 617  | 647  |

| 1962 | 1968 | 1975 | 1982 | 1990 | 1999 | 2006 | 2007 | 2012 |
| ---- | ---- | ---- | ---- | ---- | ---- | ---- | ---- | ---- |
| 862  | 789  | 772  | 777  | 878  | 819  | 838  | 842  | 761  |

| 2017 | 2022 | - | - | - | - | - | - | - |
| ---- | ---- | - | - | - | - | - | - | - |
| 843  | 828  | - | - | - | - | - | - | - |

## Lieux et monuments
- La Pierre Tourneresse, située dans le bois de l'Obélisque à proximité du château d'Outrelaize, constituant un menhir néolithique classé au titre des monuments historiques le 24 novembre 1936[35].
- Église Notre-Dame (XIIe - XIVe siècles) classée au titre des monuments historiques le 18 mars 1927[36], contenant les dalles funéraires de Robert d'Urville et de son épouse Aëlis de Falaise).
- Château d'Outrelaize (du XVIe au XVIIIe siècle) classé au titre des monuments historiques le 23 mai 2005[37].

D'autres monuments ont été recensés dans la base Mérimée :
- Traces d'un ancien château fort dit château de la Motte[38], sis dans le village, au sommet du versant est de la vallée de la Laize. Le tertre qui mesure 25 mètres de diamètre au sommet, a ses fossés en partie comblés. Une ferme occupe l'ancienne basse-cour[39].
- Ferme du Château du XVIIe siècle[40].
- Maisons et fermes des XVIIe, XVIIIe et XIXe siècles[41].
- Croix de cimetière[42] du XVIIIe siècle, incluse dans le périmètre de l'ancien cimetière paroissial.
- Séchoir à tan[43] du XIXe siècle, dans ancienne rue de l'Abattoir, aujourd'hui détruit.
- Mausolée des Seigneurs d'Outrelaise[44], tombes du XIXe siècle, inclus dans le périmètre de l'ancien cimetière paroissial.
- Tombeau de François Chandinne[45] du début du XVIIIe siècle, inclus dans le périmètre de l'ancien cimetière paroissial.
- Monument aux Morts[46] du XXe siècle, portique mémoriel d'entrée de l'ancien cimetière paroissial.
- Mine de fer dite Mine d'Urville-Gouvix[47], première partie du XXe siècle.

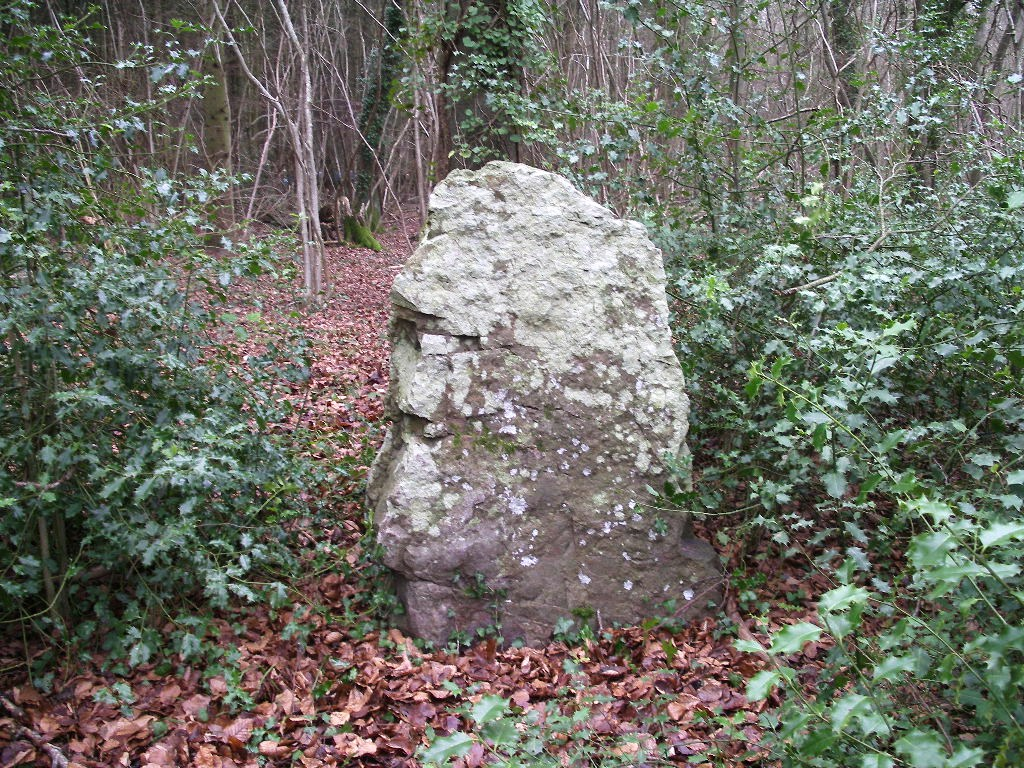
Le menhir.
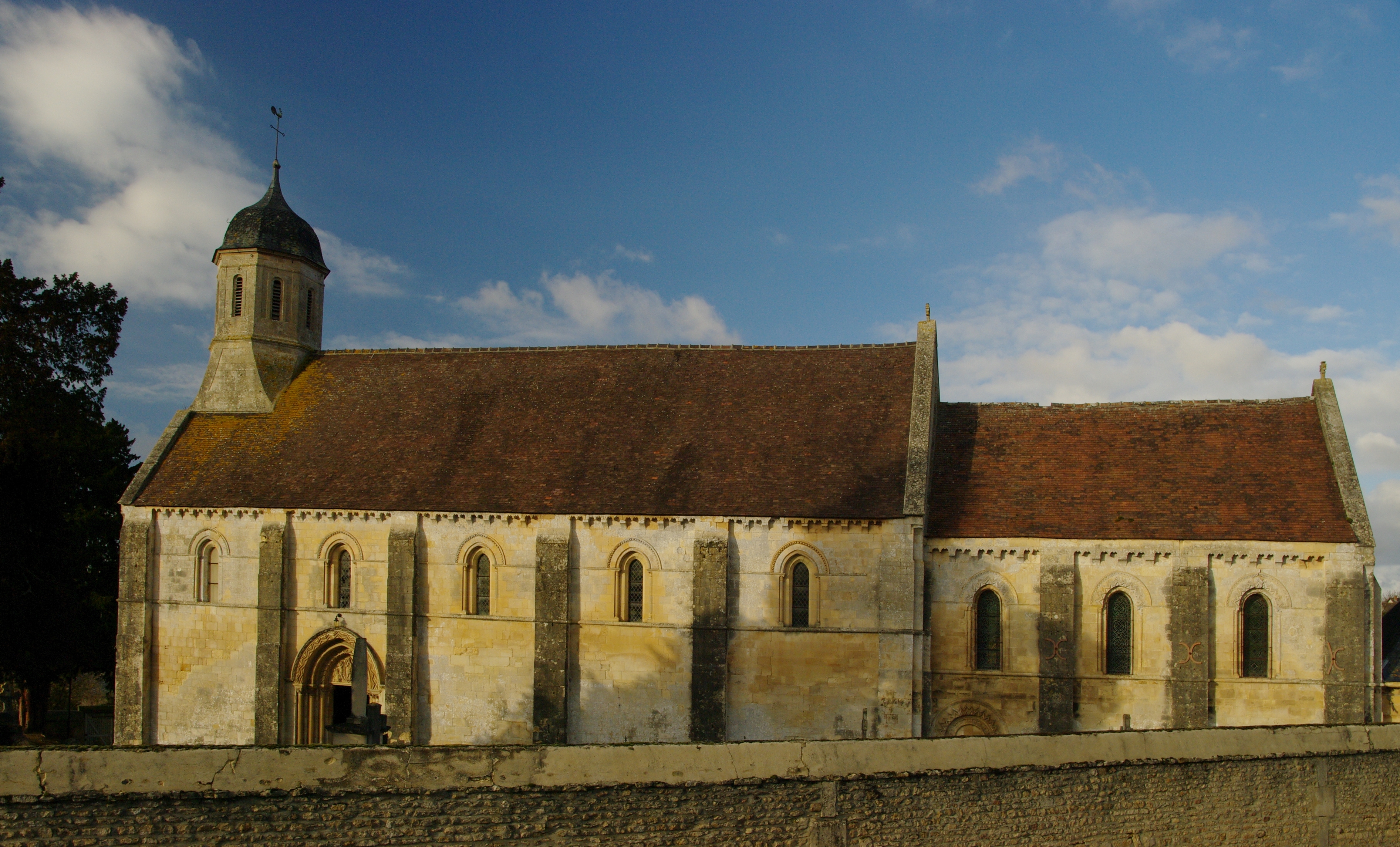
L'église Notre-Dame.
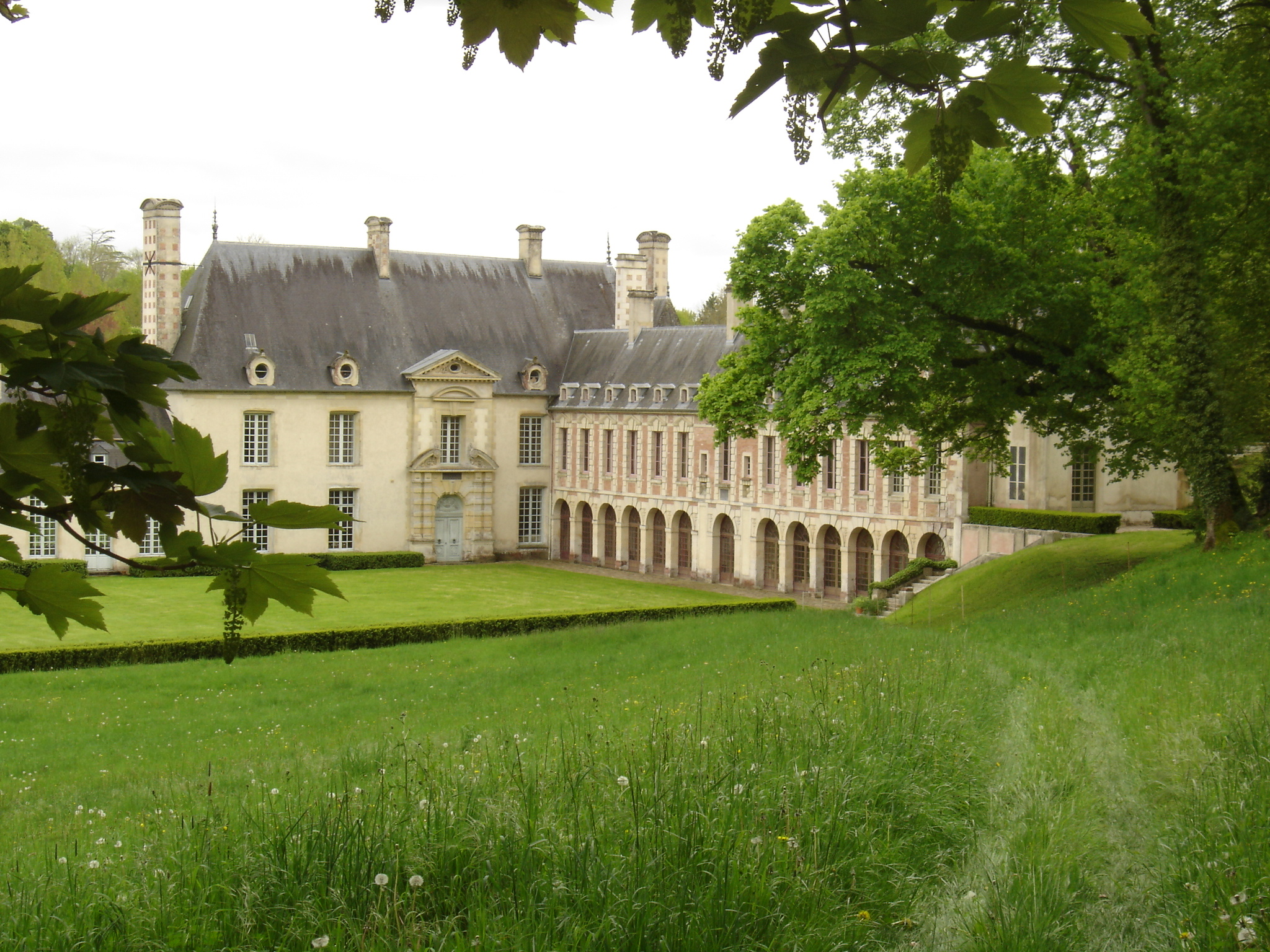
Le château d'Outrelaize.
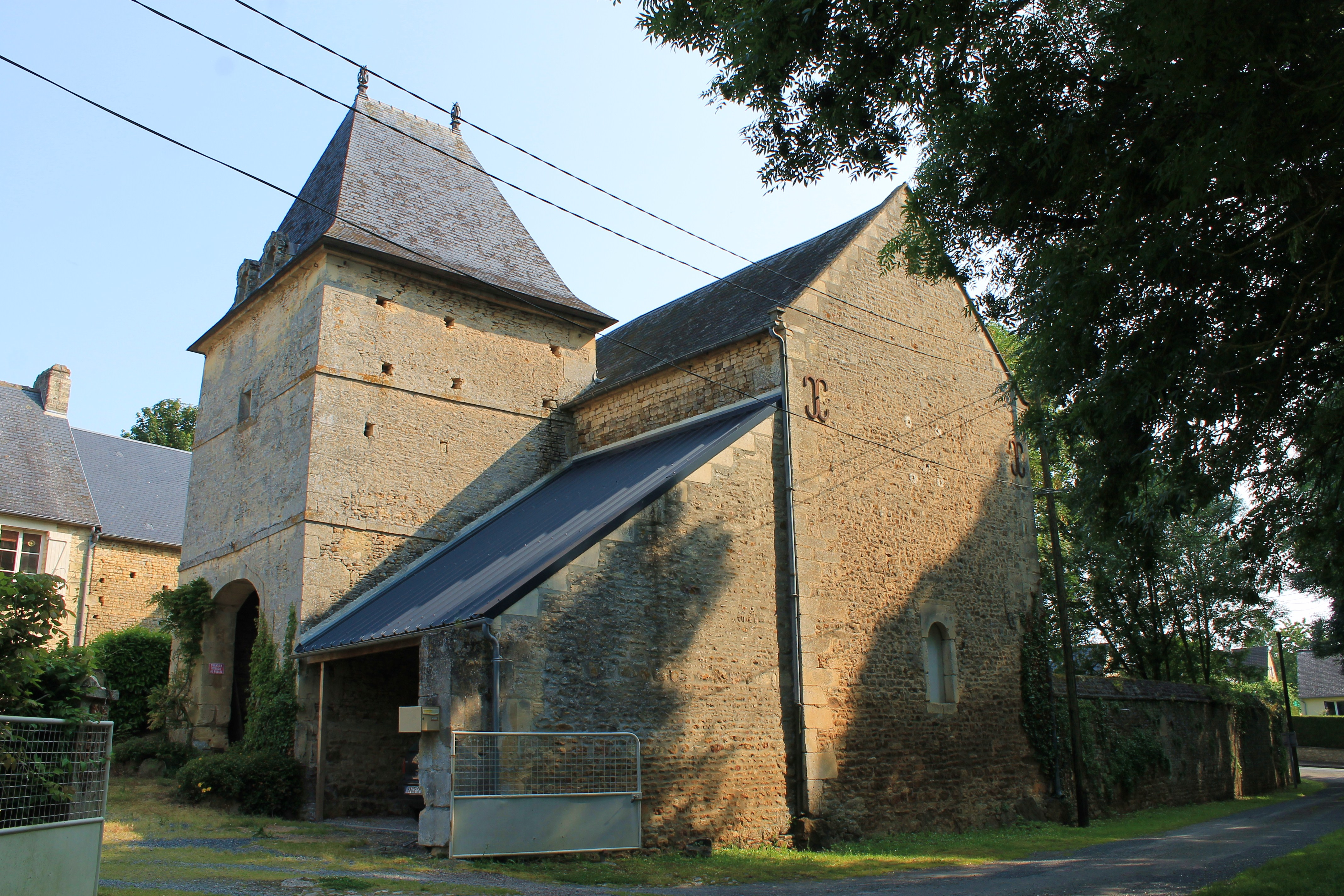
La ferme du Château.
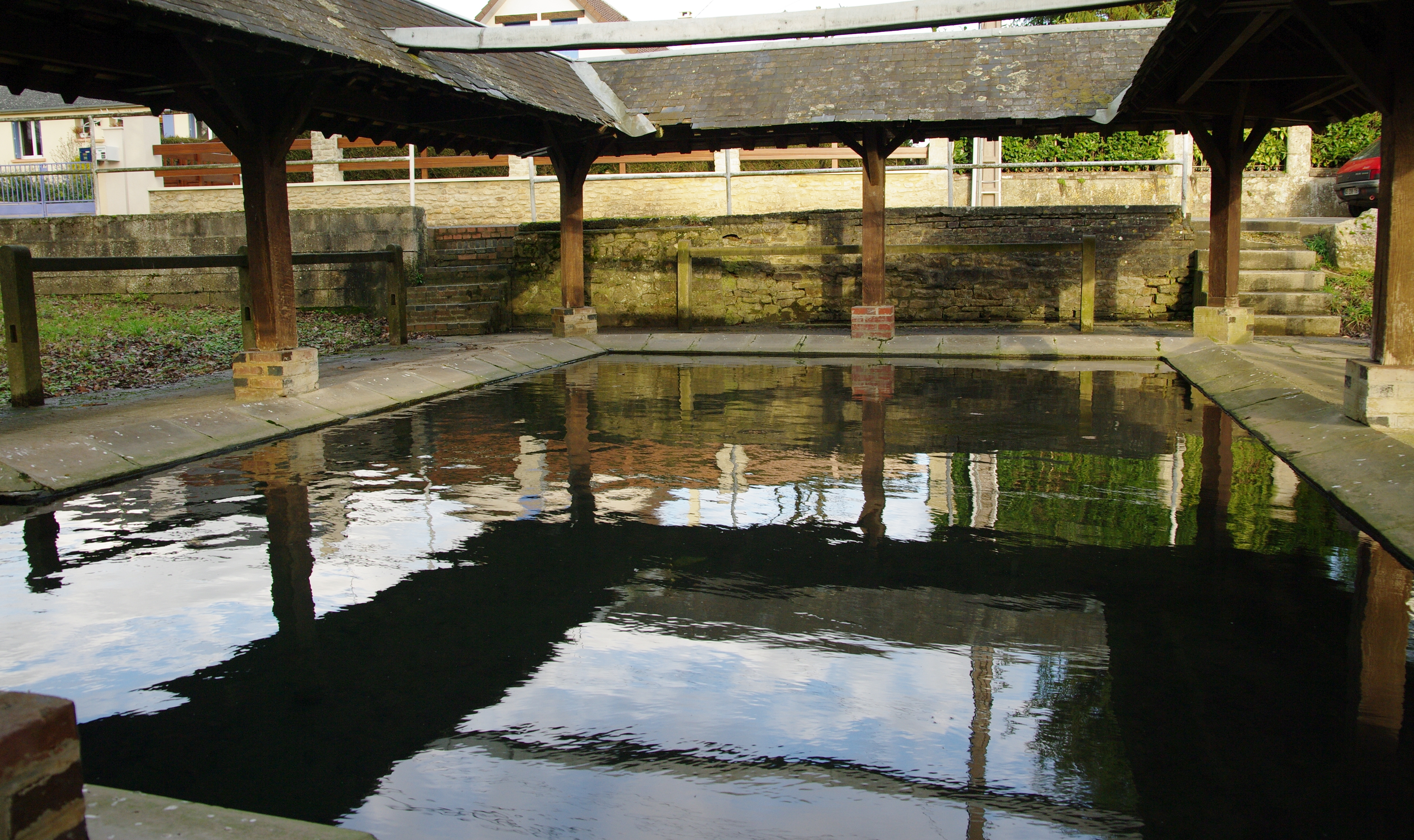
Le lavoir.

## Activité et manifestations

### Associations
- La Rando gouvixoise, association locale de randonnée, créée en 2004, qui compte une cinquantaine de participants en 2009.
- Les Fanas de Gouvix, club de football amateur, division départementale, créé en 2001.
- Le Gouvix Judo Club (GJC) en partenariat avec celui de Saint-Sylvain.
- Le Gouvix Vélo Club (GVC) créé en 2007.
- Club de l'amitié.
- Les anciens combattants.

### Manifestations
- La commémoration de l'armistice de la Seconde Guerre mondiale le 8 mai.
- La fête nationale le 14 juillet.
- La traditionnelle fête du village le 15 août.
- Le vide-greniers en septembre.
- Les Journées du patrimoine en septembre.
- La commémoration de l'armistice de la Première Guerre mondiale le 11 novembre.

## Personnalités liées à la commune
- Robert Harold de Vaux de Gouvis (environ 1090-1154), dit Robert Ier de Gouvix, gouverneur de la ville de Caen[48] dans le duché de Normandie, seigneur de Gouvis, à l'origine des travaux de construction de l'église Notre-Dame à Gouvix en 1136 (XIIe siècle).
- Madeleine Blondel de Tilly, demoiselle d'Outrelaize (1621-1706), en lien de parenté avec Gilonne d'Harcourt, comtesse de Fiesque et propriétaire du château voisin de Fresney-le-Puceux, qui l'emmena à Paris où, surnommée « la Divine », elle demeura la très proche amie de la comtesse de Frontenac, épouse du gouverneur de la Nouvelle-France. Jean Loret, Saint-Simon et Madame de Sévigné l'évoquent dans leurs écrits.
- Marie Thérèse Le Petit d'Aveines (1731-1812), marquise de la Boëssière, précoce orpheline, dite également demoiselle d'Outrelaize, héritière et occupante du château de 1746 jusqu'à son décès, épouse du susnommé Yves Jean Baptiste de la Boëssière (1726-1755), écuyer réputé pour ses exploits militaires aux côtés de Louis XV notamment lors de campagne de Flandre en 1745. Elle est inhumée dans le mausolée dit des "Seigneurs d'Outrelaise".
- Héracle Charles Alexandre de Polignac "des Fontaines" (1788-1851), maréchal-de-camp du prince de Condé, chevalier de l'Ordre royal et militaire de Saint-Louis, inhumé dans le mausolée dit des "Seigneurs d'Outrelaise".

- Uzi Peres (1951–1992), cinéaste israélien, neveu du Premier ministre et président Shimon Peres. A mené sa carrière entre Israël et la France en tant que réalisateur, scénariste et producteur. A résidé avec sa famille de 1989 à 1992 au château d'Outrelaize.[réf. nécessaire]